# ريتشارد جونز (سائق سيارة سباق)
ريتشارد جونز (بالإنجليزية: Richard Jones)‏ هو سائق سباق بريطاني، ولد في 3 فبراير 1949.

## روابط خارجية
- ريتشارد جونز على موقع DriverDB.com (الإنجليزية)